# Тревожное воскресенье
«Тревожное воскресенье» — советский художественный остросюжетный фильм-катастрофа 1983 года, поставленный режиссёром Рудольфом Фрунтовым. По одной версии в основу фильма легли события, происходившие 23 марта 1962 года в новороссийском порту, вызванные пожаром на танкере «Волгонефть», по другой — пожар в аналогичной ситуации в 1964 году на советском и финском танкерах в порту Туапсе.

## Сюжет
В порту черноморского города пришвартовался либерийский танкер «Гент». На судно направлена ремонтная бригада, состоящая из трёх опытных слесарей и юного практиканта, для устранения мелкой неисправности, не зная, что в трюме судна из-за неосторожно брошенной зажигалки уже бушует пожар. Происходит взрыв. Рабочие и механик судна, потомок русских эмигрантов (сын бойца французского Сопротивления) оказываются в плену огня. Слесари и механик, взрослые мужчины, окружают практиканта заботой и поддержкой: когда он падает в обморок, они бережно держат его на руках. Разлив нефти грозит возгоранием и катастрофой для всего порта. На помощь местным пожарным спешит колонна пожарных машин из Белодольска, но дорогу ей преграждает перевернувшийся из-за опасного манёвра водителя-лихача тяжёлый панелевоз. Вдобавок ко всему, взрыв в недегазированном танке распорол борт судна, и оно стало крениться.
Прибывшим на место советским пожарным предстоит решить сложную задачу. Начальник отряда пожарной охраны подполковник Чагин принимает рискованное решение взорвать противоположный борт танкера, чтобы выправить опасный крен судна. За пожаром следит председатель горисполкома Анна Головина — мать практиканта. Узнав о том, что её сын оказался в трюме горящего танкера, она не подает вида, а занимается эвакуацией детских учреждений. Капитан Земцов, переживающий семейную драму, пробирается к запертым в трюме рабочим. Узнав, что сыну Головиной плохо, он отдаёт свой аппарат и выбирается на палубу корабля, но, отравившись дымом, теряет сознание. Его вытаскивают и отвозят в госпиталь. Чагин пробивает борт, крен выправляется, прибывшая белодольская колонна начинает успешную пенную атаку, гасит пожар на судне и спасает всех заблокированных рабочих.

## В ролях
- Клара Лучко — Анна Степановна Головина, председатель горисполкома
- Эммануил Виторган — Игорь Павлович Чагин, подполковник внутренней службы, начальник отряда пожарной охраны
- Александр Белявский — майор внутренней службы Истомин, заместитель Чагина
- Сергей Мартынов — Сергей, бригадир судоремонтников
- Георгий Корольчук — капитан внутренней службы Земцов, оперативный дежурный отряда пожарной охраны
- Рубен Симонов —  Карен Малоян, сотрудник портовой пожарной охраны
- Татьяна Ташкова — Таня Земцова
- Татьяна Божок — Лена, дочь Игоря Чагина
- Всеволод Сафонов — мсье Марсинель, капитан танкера «GENT»
- Сергей Балабанов — Константин Вялых, практикант, сын Головиной
- Виктор Зозулин — Поль Намюр, механик танкера «GENT»
- Лев Поляков — Чёлобов, начальник портовой пожарной охраны
- Александр Январёв — Пётр Гонтарь, судоремонтник
- Ромуальдас Раманаускас — член иностранной делегации
- Ольга Катаева — Кира, сержант внутренней службы, девушка Чагина
- Виктор Косых — Слава, судоремонтник
- Владимир Литвинов — штурман танкера «GENT»
- Михаил Бочаров — дежурный на пожарной станции
- Инна Выходцева — заведующий детским садом
- Даниил Нетребин — полковник внутренней службы Комыгин, начальник управления пожарной охраны при УВД области
- Ольга Сирина — жена Карена
- Виктор Шульгин — пожарный, прибывший одним из первых

## Съёмочная группа
- Режиссёр: Рудольф Фрунтов
- Сценаристы: Борис Медовой, Рудольф Фрунтов, Анатолий Левитов
- Композитор: Михаил Зив
- Художник: Борис Царёв

## Производство
Съёмки фильма проходили в 1982 году в Новороссийске. Представляя фильм в советской печати, режиссёр Рудольф Фрунтов особо отметил помощь, которую оказали Главное управление пожарной охраны МВД СССР, Минморфлот СССР и Новороссийское морское пароходство. В качестве танкера «Гент» использовался танкер «Свердловск», экипаж которого помогал актёрам и постановщикам фильма. В съёмках также принимали участие пожарные части Краснодарского края, а для исполнения трюков были заняты две группы каскадёров.